# Mercado Central de Montevideo

Mercado Central de Montevideo

El Mercado Central de Montevideo, originalmente conocido como Mercado Nuevo, fue un antiguo mercado de abasto ubicado en la Ciudad Vieja de Montevideo. El edificio original fue inaugurado el 1 de abril de 1869, siendo demolido en 1966 y reemplazado por un nuevo edificio.

## Historia
El primitivo edificio del Mercado Central, un mercado minorista el cual vendía productos agropecuarios y marítimos fue levantado en 1869, obra del arquitecto inglés Thomás Havers. Dicho edificio se encontraba detrás del Teatro Solís.

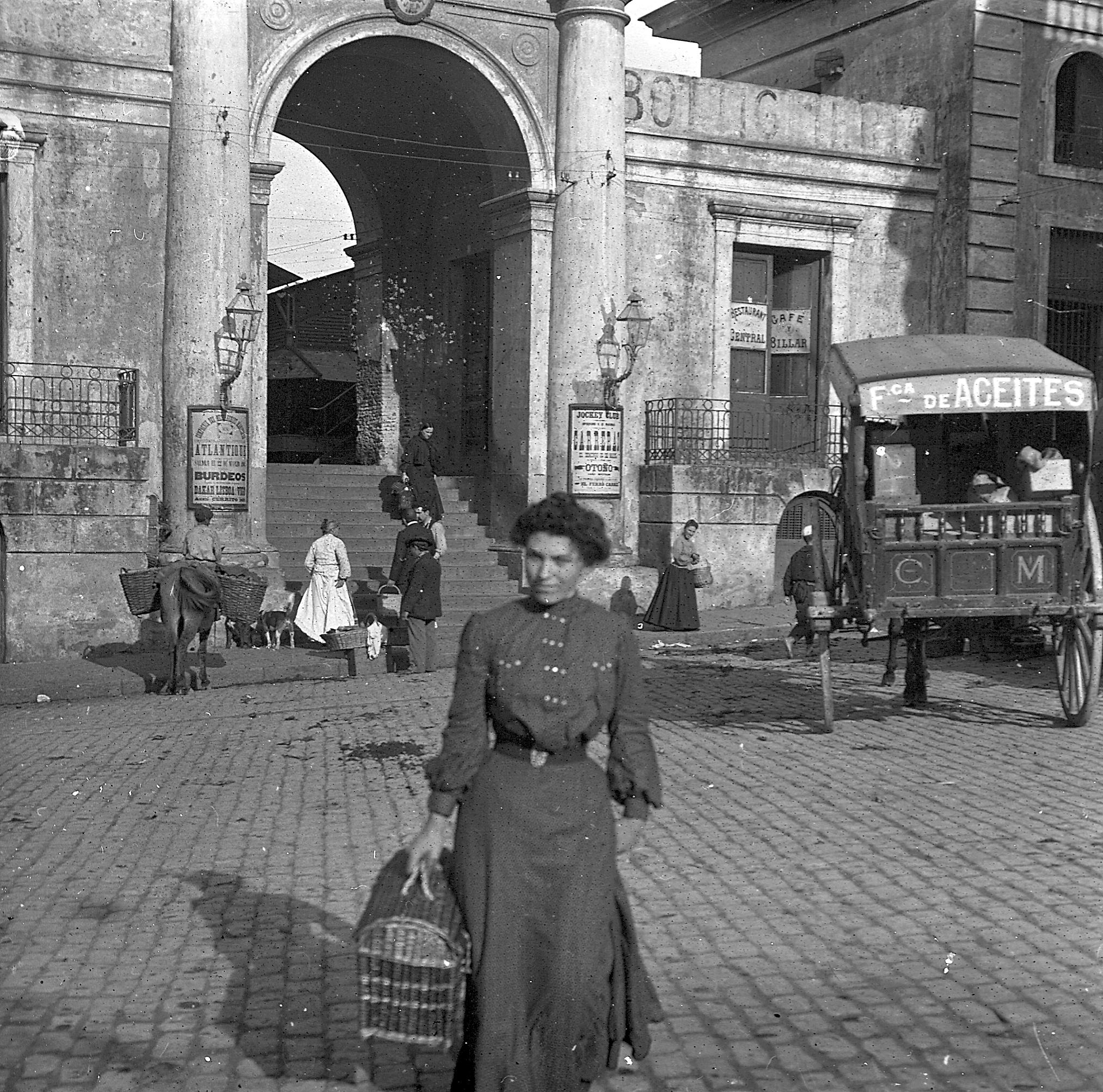
Entrada principal al viejo Mercado Central, fotografía de Jesús Cubela.

En los años sesenta fue demolido para construir un nuevo edificio, en el mismo predio, a cargo del arquitecto Enrique Monestier. Esta nueva construcción contó con tres niveles donde albergó oficinas administrativas y el histórico Baar Fun Fun, un emblemático e histórico bar, el cual se encontraba ya en el primitivo edificio del Mercado Central, por Augusto López.

## Actualidad

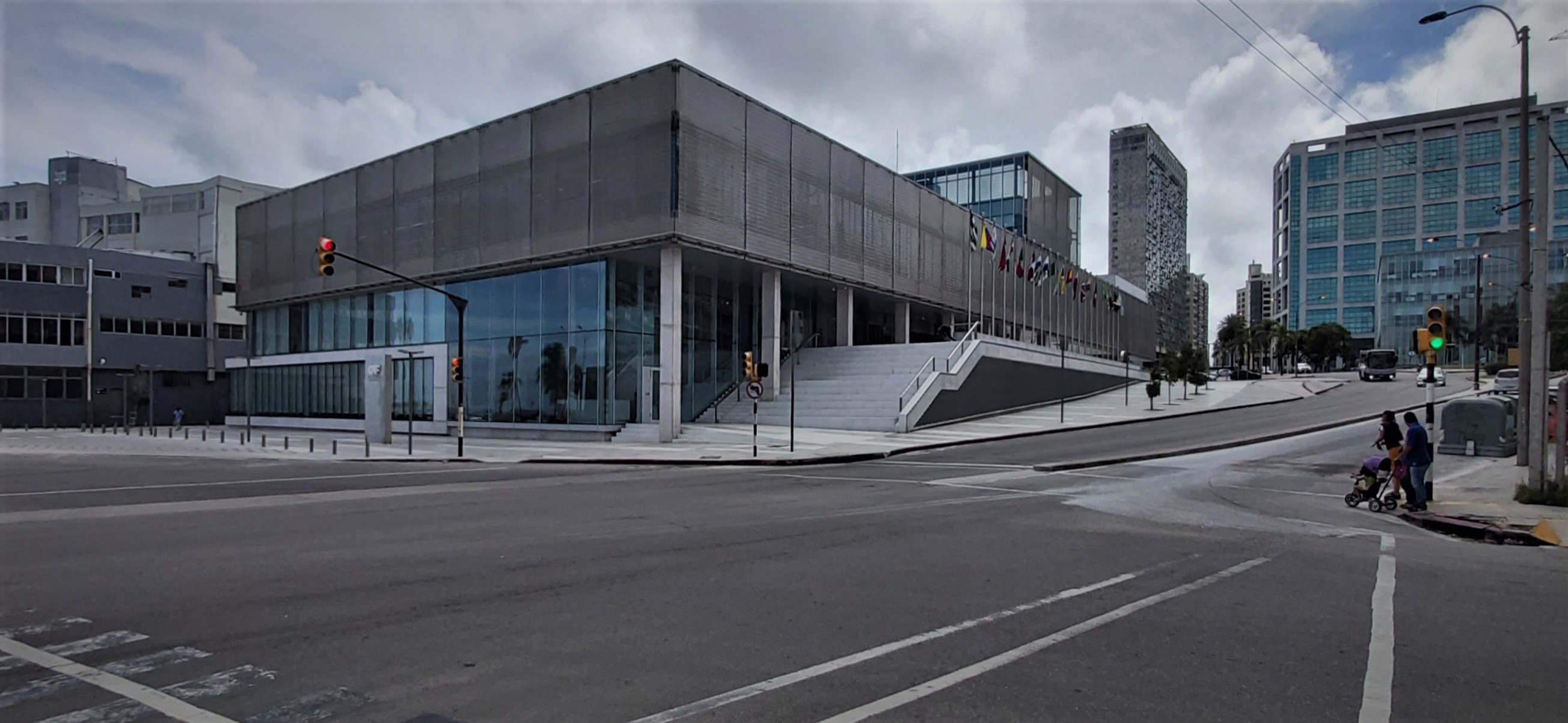
El hoy edificio sede del Banco de Desarrollo de América Latina, en el pasado el Mercado Central de Montevideo.

En 2015 comenzaron obras de refaccionamiento en el edificio, para albergar la sede del Banco de Desarrollo de América Latina . Fue inaugurado el 4 de diciembre de 2018 donde continúa albergando  al histórico Baar Fun Fun y las salas de Cinemateca.